# Gerardo II
Gerardo II de Rosellón (?-1172), conde de Rosellón (1164 - 1172). 
Hijo de Gausfredo III, y heredero del condado de Rosellón a la muerte de este el 1164. 
Igual que su padre firmó convenios de paz con sus parientes del condado de Ampurias. 
Gerardo II, ya muy debilitado al frente del condado, va a ponerse bajo el vasallaje del rey Alfonso el Casto, al cual cedió el condado al morir sin hijos.
| Precedido por: Gausfredo III | Conde de Rosellón 1164 - 1172 | Sucedido por: Alfonso II (incorporación a la Corona de Aragón) |

- Datos: Q3107575
- Multimedia: Girard II of Roussillon / Q3107575